# ジメチルアミン
ジメチルアミン (dimethylamine) は、最も基本的な第二級アミンである。アンモニアに似た刺激臭を持つ気体で、水またはアルコールに良く溶ける。水溶液は強アルカリ性を示す。
試薬としては加圧液体化したボンベ、濃度33-50%程度の水溶液、塩酸塩として販売されている。
工業的には、アルミナまたはシリカを酸触媒とした脱水反応で、アンモニアとメタノールとから製造される。その際にはメチルアミン、トリメチルアミンも副生するので分離して製品とする。
工業的には N,N-ジメチルホルムアミドの製造原料が主な用途でありその他にも医薬、農薬、合成樹脂、界面活性剤、ロケット燃料など化成品の原料として利用される。または触媒、ゴムの加硫化剤などにも利用される。
毒物及び劇物取締法により劇物に指定されている。